# Мендельсон, Джон
Джон Мендельсон (John Mendelsohn; 31 августа 1936 — 7 января 2019) — американский онколог.
Сотрудник MD Anderson Cancer Center, член Национальной медицинской академии США (1997) и Нидерландской королевской академии наук (1999).
Разработчик цетуксимаба.

## Биография
Окончил Гарвард-колледж (бакалавр биохимических наук magna cum laude), принимался в Phi Beta Kappa (1958).
В 1958—1959 годах по программе Фулбрайта занимался в шотландском университете Глазго.
В 1963 году получил степень доктора медицины cum laude в Гарвардской медицинской школе, принимался там в Alpha Omega Alpha (1962).
С 1970 по 1985 год в штате Калифорнийского университета в Сан-Диего, директор-основатель его Moores Cancer Center.
С 1985 по 1996 год заведующий медицинского департамента Memorial Sloan Kettering Cancer Center.
С 1996 по 2011 год президент MD Anderson Cancer Center, преемник на этом посту Charles LeMaistre, с 2011 года там же содиректор Institute for Personalized Cancer Therapy.
Фелло Baker Institute.
Шеф-редактор-основатель Clinical Cancer Research.
Член Американской ассоциации исследований рака и её Академии (2013), Американской академии искусств и наук (2013), фелло Американской ассоциации содействия развитию науки (2014).
Автор более 300 научных работ.

## Награды
- Raymond Bourgine Award for Excellence in Cancer Research (1997)
- Парижская золотая медаль (1997)
- Jill Rose Award, Breast Cancer Research Foundation[англ.] (1997)
- AACR[англ.]-Joseph H. Burchenal Memorial Award for Outstanding Achievement in Clinical Cancer Research (1999)
- Simon M. Shubitz Cancer Prize Чикагского университета (2002)
- David A. Karnofsky Memorial Award, Американское общество клинической онкологии (2002)
- Bristol-Myers Squibb Award[англ.] for Distinguished Achievement in Cancer Research (2004)
- Fulbright Lifetime Achievement Medal[англ.] (2005)
- Премия Дэна Дэвида одноимённого фонда (2006)[5]
- Dorothy P. Landon-AACR Prize for Translational Cancer Research (2008)[6]
- Lila Gruber Memorial Cancer Research Award, Американская академия дерматологии[англ.] (2009)
- AACR-Margaret Foti Award for Leadership and Extraordinary Achievements in Cancer Research (2012)
- Премия Тан (2018)

Почётный доктор итальянского Неаполитанского университета (2005).